# Campeonato Mundial de Badminton de 1991
O 7º Campeonato Mundial de Badminton foi realizado em Copenhague, Dinamarca, em 1991.

## Local
- Brøndby Arena

## Medalhistas
| Event             | Ouro                            | Prata                                 | Bronze                                 |
| ----------------- | ------------------------------- | ------------------------------------- | -------------------------------------- |
| Simples Masculino | Zhao Jianhua                    | Alan Budikusuma                       | Ardy Wiranata                          |
| Simples Masculino | Zhao Jianhua                    | Alan Budikusuma                       | Liu Jun                                |
| Simples Feminino  | Tang Jiuhong                    | Sarwendah Kusumawardhani              | Susi Susanti                           |
| Simples Feminino  | Tang Jiuhong                    | Sarwendah Kusumawardhani              | Lee Heung-soon                         |
| Duplas Masculinas | Park Joo-bong e Kim Moon-soo    | Jon Holst-Christensen e Thomas Lund   | Li Yongbo e Tian Bingyi                |
| Duplas Masculinas | Park Joo-bong e Kim Moon-soo    | Jon Holst-Christensen e Thomas Lund   | Bagus Setiadi e Imay Hendra            |
| Duplas Femininas  | Guan Weizhen e Nong Qunhua      | Christine Magnusson e Maria Bengtsson | Shim Eun-jung e Gil Young-ah           |
| Duplas Femininas  | Guan Weizhen e Nong Qunhua      | Christine Magnusson e Maria Bengtsson | Hwang Hye-young e Chung Soo-young      |
| Duplas Mistas     | Park Joo-bong e Chung Myung-hee | Thomas Lund e Pernille Dupont         | Jon Holst-Christensen e Grete Mogensen |
| Duplas Mistas     | Park Joo-bong e Chung Myung-hee | Thomas Lund e Pernille Dupont         | Kang Kyung-jin e Shim Eun-jung         |

## Resultados

### Simples Masculino
|  | Quartas de final       | Quartas de final       | Quartas de final | Quartas de final | Quartas de final |    |               | Semifinais    | Semifinais | Semifinais | Semifinais | Semifinais |  |  | Final        | Final        | Final | Final | Final |
|  |                        |                        |                  |                  |                  |    |               |               |            |            |            |            |  |  |              |              |       |       |       |
|  | Ardy Wiranata          | Ardy Wiranata          | 15               | 10               | 18               |    |               |               |            |            |            |            |  |  |              |              |       |       |       |
|  | Andreij Antropov       | Andreij Antropov       | 4                | 15               | 15               |    |               |               |            |            |            |            |  |  |              |              |       |       |       |
|  | Andreij Antropov       | Andreij Antropov       | 4                | 15               | 15               |    | Ardy Wiranata | Ardy Wiranata | 15         | 10         | 15         |            |  |  |              |              |       |       |       |
|  |                        |                        |                  |                  |                  |    | Ardy Wiranata | Ardy Wiranata | 15         | 10         | 15         |            |  |  |              |              |       |       |       |
|  |                        | Zhao Jianhua           | Zhao Jianhua     | 2                | 15               | 16 |               |               |            |            |            |            |  |  |              |              |       |       |       |
|  | Zhao Jianhua           | Zhao Jianhua           | Zhao Jianhua     | 2                | 15               | 16 | 15            | 18            |            |            |            |            |  |  |              |              |       |       |       |
|  | Zhao Jianhua           | Zhao Jianhua           |                  |                  |                  |    | 15            | 18            |            |            |            |            |  |  |              |              |       |       |       |
|  | Thomas Stuer-Lauridsen | Thomas Stuer-Lauridsen | 10               | 13               |                  |    |               |               |            |            |            |            |  |  |              |              |       |       |       |
|  |                        |                        |                  |                  |                  |    |               |               |            |            |            |            |  |  | Zhao Jianhua | Zhao Jianhua | 18    | 15    |       |
|  |                        |                        | Alan Budikusuma  | Alan Budikusuma  | 13               | 4  |               |               |            |            |            |            |  |  |              |              |       |       |       |
|  | Joko Suprianto         | Joko Suprianto         | 15               | 6                | 8                |    |               |               |            |            |            |            |  |  |              |              |       |       |       |
|  | Liu Jun                | Liu Jun                | 11               | 15               | 15               |    |               |               |            |            |            |            |  |  |              |              |       |       |       |
|  | Liu Jun                | Liu Jun                | 11               | 15               | 15               |    | Liu Jun       | Liu Jun       | 11         | 11         |            |            |  |  |              |              |       |       |       |
|  |                        |                        |                  |                  |                  |    | Liu Jun       | Liu Jun       | 11         | 11         |            |            |  |  |              |              |       |       |       |
|  |                        | Alan Budikusuma        | Alan Budikusuma  | 15               | 15               |    |               |               |            |            |            |            |  |  |              |              |       |       |       |
|  | Alan Budikusuma        | Alan Budikusuma        | Alan Budikusuma  | 15               | 15               | 9  | 15            | 17            |            |            |            |            |  |  |              |              |       |       |       |
|  | Alan Budikusuma        | Alan Budikusuma        |                  |                  |                  | 9  | 15            | 17            |            |            |            |            |  |  |              |              |       |       |       |
|  | Wu Wenkai              | Wu Wenkai              | 15               | 4                | 14               |    |               |               |            |            |            |            |  |  |              |              |       |       |       |

## Quadro de Medalhas
| Pos | País          | Ouro | Prata | Bronze | Total |
| --- | ------------- | ---- | ----- | ------ | ----- |
| 1   | China         | 3    | 0     | 2      | 5     |
| 2   | Coreia do Sul | 2    | 0     | 4      | 6     |
| 3   | Indonésia     | 0    | 2     | 3      | 5     |
| 4   | Dinamarca     | 0    | 2     | 1      | 3     |
| 5   | Suécia        | 0    | 1     | 0      | 1     |

## Ligações Externas
- BWF Results